# Aeroporto de Andradina

## Aeroporto deAndradina/ Paulino Ribeiro de Andrade
SDDN/***

### Características
Latitude: 20º 55’ 33’’ S - Longitude: 051º 23’ 02’’ W 		

Indicação ICAO: SDDN - Horário de Funcionamento: H24O/R 	

Código de Pista: 2 - Tipo de Operação: VFR noturno 		

Altitude: 380m/1.247 ft - Área Patrimonial (ha): 51,99 	  	

Temp. Média: 32 °C - Categoria Contra Incêndio disponível: 0 	

Distância da Capital (km) - Aérea: 573 Rodoviária: 641 	  	

Distância até o centro da cidade: 4 km

### Movimento
Dimensões em metros: 1.500 x 30 

Designação da cabeceira: 11 - 29 - Cabeceira Predominante: 11 	

Declividade máxima: 0,8% - Declividade Efetiva: 0,5% 	  	

Tipo de Piso: asfalto - Resistência do Piso (PCN): 30/F/A/X/T

### Pista
Dimensões (m): 110 x 15 
 
Tipo de Piso: asfalto 	

Distância da cabeceira mais próxima (m): 450

### Pátio
Dimensões (m): 60x70 - Capacidade de Aviões: 3 F-50

Dist. da Borda ao Eixo da Pista(m): 125 - Tipo de Piso: asfalto

### Auxílios operacionais
Sinais de Cabeceira de Pista - Sinais Indicadores de Pista -

Sinais de Eixo de Pista - Sinais de Guia de Táxi - Biruta -

Luzes de Pista - Luzes de Obstáculos - Luzes de Cabeceira -

Farol Rotativo - Luzes de Táxi - Iluminação de Pátio - 	

Freq. do Aeródromo: 123,45 	 

Circuito de Tráfego Aéreo: Setor Sul

### Abastecimento
BR Aviation: AVGAS - JET - AirBP: AVGAS - JET

### Instalações
Terminal de Passageiros (m²): 250
  	
Estac. de Veículos - nº de vagas: 120 

Tipo de Piso: asfalto

### Serviços
Telefone Público - Veículos de Emergência - Hangares: 7